# Voyagers
Pour les articles homonymes, voir Voyagers (film, 2021) et Voyagers (film).
Singles de Anna Tsuchiya
Switch On!
(2011)
Voyagers est le 15e single de Anna Tsuchiya sorti sous le label MAD PRAY RECORDS le 22 août 2012 au Japon. Il arrive 61e à l'Oricon. Il se vend à 1 327 exemplaires et reste classé une semaine. Il sort en version Anna Tsuchiya et en version Kamen Rider Fourze.
Voyagers a été utilisé comme thème musical pour le film Minna de uchuu kitaa-! adapté de la série Kamen Rider Fourze.

## Liste des titres
| 1. | Voyagers                                     |  |
| 2. | Anna Tsuchiya Mega-Mix                       |  |
| 3. | Is This Love? 「Sound of Coral」 (Live ver.) |  |
| 4. | Voyagers (Instrumental)                      |  |

| 1. | Voyagers (clip vidéo)  |  |
| 2. | Making-of (clip vidéo) |  |

| 1. | Voyagers                                  |  |
| 2. | Anna Tsuchiya Mega-Mix                    |  |
| 3. | Switch On! Orchestra ver.（Instrumental） |  |
| 4. | Voyagers (Instrumental)                   |  |

| 1. | Voyagers (clip vidéo ver. Fourze) |  |